# ブランド言語
ブランド言語 (英: brand language)は、組織がその目的を説明するため、または製品を参照するために使用する単語、フレーズ、および用語である。ブランド言語は、消費者が特定の単語やアイデアを特定の企業や製品に結び付けるのに役立つマーケティングで使用される。 ブランド言語を開発するとき、単語の選択とトーンは2つの基本的な要素となる。単語の選択はマーケティングや広告で使用される語彙であり、トーンは広告の態度を指す。トーンは言語だけでなく、視覚的な要素や配信を通じて組み込むこともできる。 
ブランド言語は、バーバル・ブランド・アイデンティティの一部であり、企業とそれらが販売する製品の両方の命名、キャッチフレーズ、独特の言葉遣いの選択、およびトーンが含まれる 。 ブランド言語を開発するもう1つの利点は、企業や製品が国境を越えて認識できることである。他の広告フレーズは誤解を防ぐために、翻訳してブランドの統一性を確保する。 

## 主な目標
広告業界のブランド言語の主な機能の一部として、会社または製品を識別し、その会社/製品を競合他社と区別することもある。この言語は、消費者の注意を引き、宣伝されているものに関する情報を中継するために使用される。また、人々が製品についてコミュニケーションするときに、誤解が少なくなり、目的とこの商品が消費者の生活の中で果たしたい役割についてより明確になるようにするためにも使用される。 

ブランド言語は、社内でもよく使用される。やる気を起こさせる状況やリーダーシップの状況では、ブランディング言語はブランド価値を促進するのに役立ち、実際の製品や会社と並んで商品として扱われる。 